# Constant bitrate
Pour les articles homonymes, voir CBR.
Un « constant bitrate » (ou « constant bit rate » ou encore « CBR »), est un terme anglais dont l’équivalent en français est débit binaire constant ou DBC, en opposition au débit binaire variable ou DBV, « variable bitrate » ou « (VBR) » en anglais.
Ce terme décrit la façon dont la plage vidéo ou audio est encodée. Un débit binaire constant signifie que cette plage vidéo ou audio utilise le même montant d’espace disque pour chaque seconde, peu importe sa position dans le temps, car son taux de compression est constant.

## Calcul de l’espace de stockage
Il est possible de calculer l’espace nécessaire par une plage multimédia encodée en DBC. Prenons par exemple un fichier MP3 de trois minutes, encodé en DBC à 128 kbit/s. Calculons l’espace disque qui sera nécessaire :
- 128 kbits = 128 × 1 024 bits
- 1 octet = 8 bits
- 1 kibioctet = 1 024 octets
- 1 mébioctet = 1 024 kibioctets
- 3 minutes = 180 secondes

180 × 128 × 1024 / 8 = 2 949 120 octets = 2,81 Mo. Il faudrait également prendre en compte la taille des métadonnées, mais leur taille est généralement négligeable.
Une autre solution plus sophistiquée que DBC est le débit binaire variable ou DBV.

## Comparaison DBC et DBV
Le DBC est bien adapté à la diffusion en continu par réseau. Le DBV quant à lui est bien adapté aux lecteurs MP3, lecteurs de DVD et émissions par satellite.